# آرجی
آرجی (به فرانسوی: Argy) یک کمون در فرانسه است که در اندر واقع شده‌است آرجی ۳۸٫۸۹ کیلومتر مربع مساحت و ۶۱۱ نفر جمعیت دارد و ۱۱۹ متر بالاتر از سطح دریا واقع شده‌است.